# Queanbeyan-Palerang Region
Koordinaten: 35° 27′ S, 149° 34′ O

Die Queanbeyan-Palerang Region ist ein lokales Verwaltungsgebiet (LGA) im australischen Bundesstaat New South Wales. Das Gebiet ist 5.319 km² groß und hat etwa 64.000 Einwohner.
Queanbeyan-Palerang liegt im Südosten des Staats etwa 250 km südwestlich von Sydney und grenzt im Westen an das Australian Capital Territory (ACT) der Hauptstadt Canberra. Das Gebiet umfasst 74 Ortsteile und Ortschaften: Araluen, Back Creek, Ballalaba, Bendoura, Berlang, Bombay, Boro, Braidwood, Bungendore, Captains Flat, Carwoola, Charleys Forest, Corang, Crestwood, Durran Durra, Environa, Farringdon, Forbes Creek, Googong, Greenleigh, Harolds Cross, Hereford Hall, Hoskinstown, Jembaicumbene, Jerrabattgulla, Jerrabomberra, Jinden, Karabar, Kindervale, Krawarree, Larbert, Majors Creek, Manar, Marlowe, Mayfield, Monga, Mongarlowe, Mount Fairy, Mulloon, Nerriga, Northangera, Palerang, Primrose Valley, Queanbeyan, Queanbeyan East, Queanbeyan West, Reidsdale, Rossi, Royalla, Snowball, The Ridgeway, Tomboye, Tralee, Urila, Wamboin, Warri, Wog Wog, Wyanbene und Yarrow sowie Teile von Budawang, Burra, Bywong, Collector, Coolumburra, Currawang, Jingera, Lake George, Neringla, Oallen, Sassafras, Sutton, Tarago, Tinderry und Williamsdale. Der Sitz des Regional Councils befindet sich in Queanbeyan im Westen an der Grenze zum ACT, wo etwa 38.000 Einwohner leben.
Die Queanbeyan-Palerang Region entstand am 12. Mai 2016 durch den Zusammenschluss des Palerang Council mit der City of Queanbeyan.

## Verwaltung
Der Queanbeyan-Palerang Regional Council hat elf Mitglieder, die von allen Bewohnern der LGA gewählt werden. Queanbeyan-Palerang ist nicht in Bezirke untergliedert. Aus dem Kreis der Councillor rekrutiert sich der Mayor (Bürgermeister) des Councils.